# Jurien de la Gravière (incrociatore)
La Jurien da la Graviére fu un incrociatore protetto della marina militare francese.
Partendo dal presupposto che l'avversario più probabile della marina francese era ancora una volta l'Inghilterra, la scuola di pensiero conosciuta come "Jeune Ecole", che nata nel 1880-1890 in gran parte si fondava sui convincimenti dell'ammiraglio Aube, riteneva che la migliore forma d'offesa contro un nemico storicamente superiore in mare fosse la lotta con unità corsare alle linee del traffico mercantile.
Alcuni incrociatori, incluso uno che somigliava ad una nave passeggeri, vennero impostati, ma quello più significativo era il Jurien. Quando fu via via più evidente che la vera minaccia per la Francia era la Triplice Alleanza e non la Gran Bretagna, allora anche l'ammiraglio Aube e la sua filosofia caddero in disgrazia (peraltro il concetto di nave corsara venne ripreso dai tedeschi, e con notevole profitto), mentre procedeva la costruzione del Gravière, di oramai superata concezione.

## Tecnica
Come successo ad altre unità corazzate dell'epoca, il nuovo incrociatore leggero era una riproduzione in scale ridotta di navi più pesanti, in questo caso la Classe Guydeon, rispetto alla quale il Gravière era grossomodo altrettanto lungo (1 m in meno), ma più stretto di 5 metri, ciò che consentiva di ottenere un più elevato rapporto di finezza, ma anche una minore stabilità. Così divenne sommamente necessario tenere basse le sovrastrutture, ciò che conferì una linea indubbiamente armoniosa e filante ad una nave che già era l'essenza della tecnica francese, con 2 gruppi di fumaioli ben distanziati e bassi, dal colore e struttura caratteristici, senza nessuna controventatura di sostegno.
L'apparato propulsivo ebbe una congrua potenza, ma inferiore ai Guydeon, con la speranza che la linea più idrodinamica consentisse di ottenere una velocità di 23 nodi. Questa speranza rimase tale, perché l'unità risultò 1 nodo più lenta. La mancanza di turbine costituiva la più grave limitazione del Jurien, e non vi fu modo o più propriamente volontà d'aggiornarlo con motori di tale tipo.
L'armamento era monocalibro, costituito da 8 cannoni moderni, da 164/45mm, con una buona potenza (3 colpi al minuto, 50 kg x 15 km di gittata), sistemati in casematte laterali, eccetto che i 2 a prua e poppa, il tutto pensato come misura per ridurre i pesi in alto.
La protezione non contava su cintura corazzata, ma su una compartimentazione cellulare sui lati, e un ponte da 65mm. Le torri e barbette arrivavano a 50mm.

## Servizio
Il Jurien non ebbe molti modi per farsi notare: esso venne usato durante la prima guerra mondiale prevalentemente in Adriatico, per rinforzare la flotta italiana contro quella austriaca, già di suo insufficiente, e piuttosto passiva, imbottigliata com'era, se non con sporadiche incursioni di navi veloci e soprattutto di sottomarini.